# IFixit
iFixit es una empresa privada estadounidense de San Luis Obispo, California. La causa de su fundación se debió a que Kyle Wiens no encontraba un manual de reparación del Apple iBook G3, mientras participaba en la Universidad Politécnica Estatal de California (Cal Poly). La compañía vende partes de reparación y publica, en su sitio web, guías wiki gratuitas de reparación para electrónica de consumo y gadgets. La compañía también lleva a cabo desmontajes de dispositivos de consumo.